# Benediktbeuerer Straße
Die Benediktbeuerer Straße ist eine Straße im Münchner Stadtteil Thalkirchen. 

## Lage
Die Straße liegt im Thalkirchner Stadtviertel Maria Einsiedel am Fuß des westlichen Isarhochufers. Sie beginnt an der Zentralländstraße (Lage) an der Stelle, an der die Zentrallände in den Mühlbach überläuft, und erstreckt sich bis zur Maria-Einsiedel-Straße (Lage). Dabei führt sie über den quer zu ihr verlaufenden Maria-Einsiedelbach. Nördlich der Straße liegt das Naturbad Maria Einsiedel (Lage), südlich von ihr eine Kleingartenanlage (Lage). Die Benediktbeurer Straße hat die Postleitzahl 81379.

## Geschichte
Die Benediktbeuerer Straße wurde im 3. Viertel des 19. Jahrhunderts angelegt, als die Isarauen zu einem Landschaftspark ausgestaltet wurden. Früher hieß sie Mühlstraße nach der neben dem heutigen Asam-Schlössl am Maria-Einsiedelbach gelegenen Schadeneckmühle, an der sie vorbeiführte. 1901 nach der Eingemeindung Thalkirchens nach München wurde sie nach dem Ort Benediktbeuern umbenannt.
Die Straße war ursprünglich als Bestandteil eines Villenviertels geplant, von dem aber nur sehr wenige Bauten (Benediktbeurer Straße 7 und 8 sowie Zentralländstraße 30) zur Ausführung kamen.

## Beschreibung
Die Straße ist etwa 275 Meter lang und erstreckt sich annähernd in Ost-West-Richtung. Sie ist in beide Fahrtrichtungen befahrbar. Der Verlauf ist größtenteils eben, nur am Westende am Fuß des Isarhochufers steigt die Straße wenige Meter zur Maria-Einsiedel-Straße hin an.

## Baudenkmäler

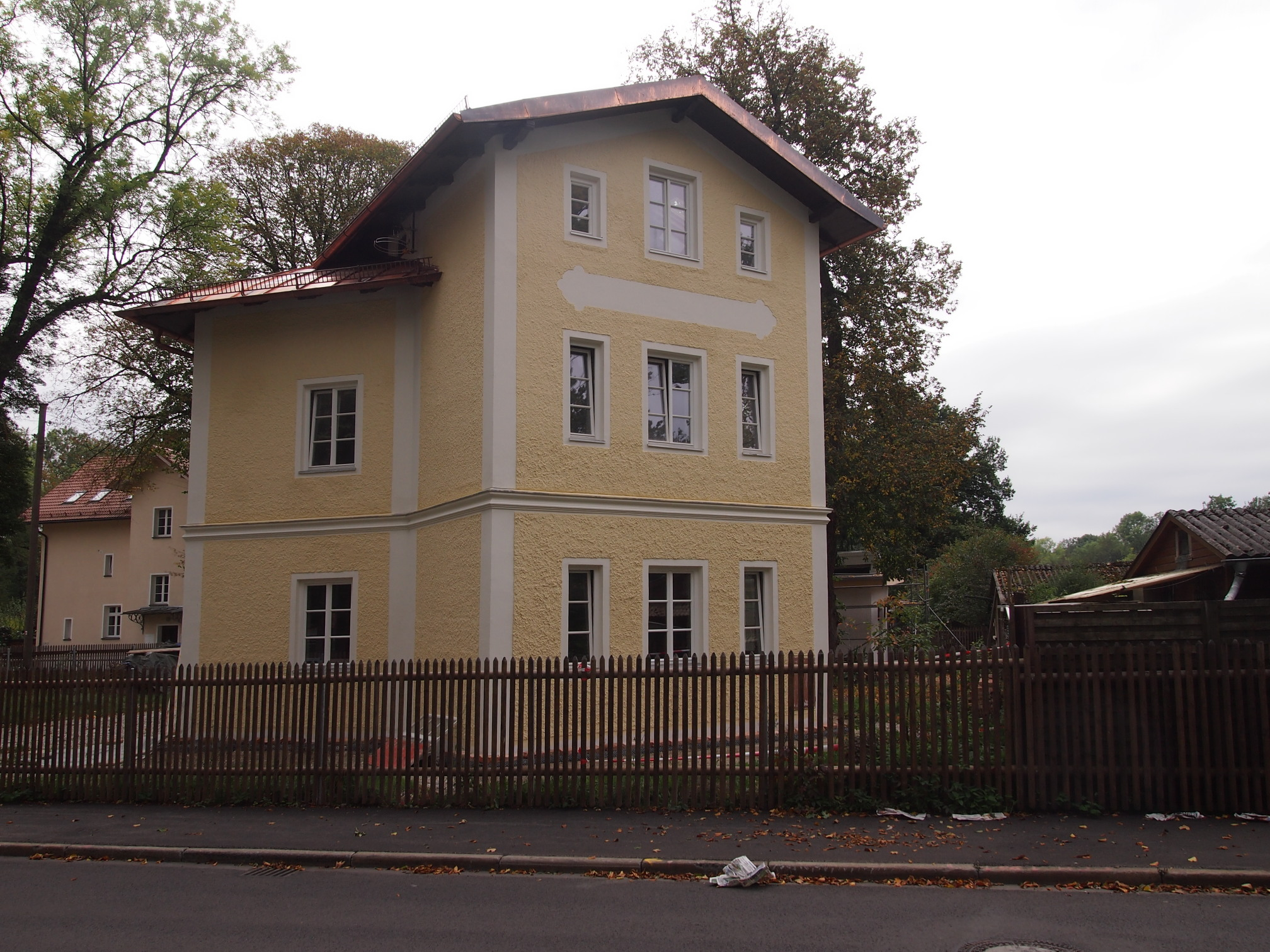
Benediktbeuerer Straße 7

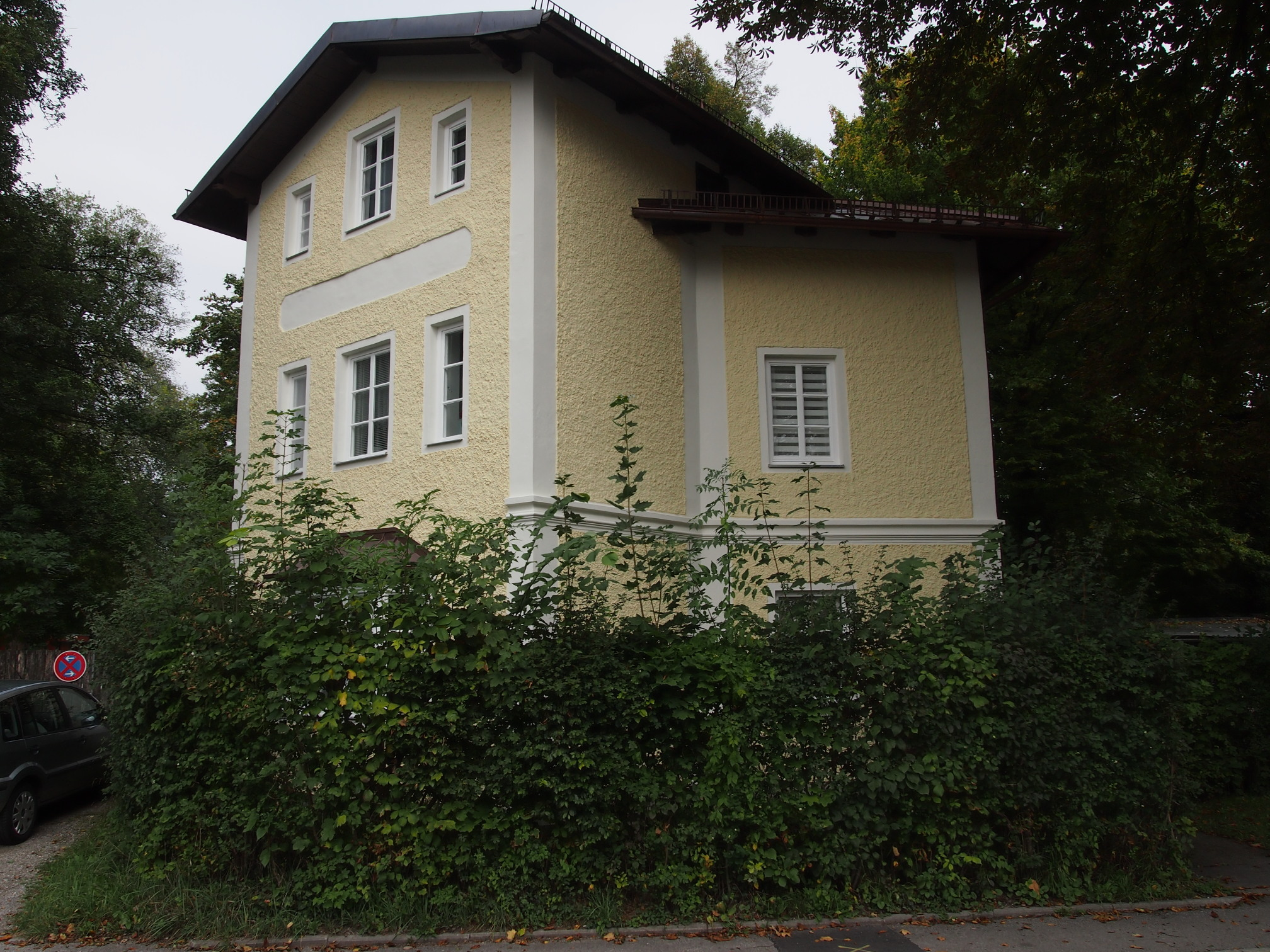
Benediktbeuerer Straße 8

An der Straße stehen zwei denkmalgeschützte Villen mit den Hausnummern 7 (Lage) und 8 (Lage) einander gegenüber. Beide Villen wurden im 3. Viertel des 19. Jahrhunderts erbaut. Sie sind beide zweigeschossig und symmetrisch zueinander angelegt. Jede Villa besteht aus zwei sich gegenseitig durchdringenden Bauteilen. Ein kubischer Zentralbau hat eine Grundfläche von etwa 9 × 9 Metern und trägt ein Zeltdach. Auf der Nordseite schließt sich an die der Straße zugewandten Ecke diagonal ein ebenfalls zweigeschossiger Bauteil mit Satteldach an, dessen Dachfirst im Firstpunkt des Zeltdachs endet. Diese Bauweise resultiert aus der ursprünglichen Planung eines Villenviertels. An dieser Stelle war eine Querstraße zur Benediktbeurer Straße vorgesehen, und die schräggestellten Giebelfassaden sollten der Kreuzung einen platzähnlichen Charakter verleihen. 
Auch das an den Nordteil der Straße angrenzende ehemalige Bahnbetriebswerk Thalkirchen der Isartalbahn (Lage), das an der Einmündung in die Maria-Einsiedel-Straße stehende Asam-Schlössl (Lage) und die nahe der Einmündung in die Zentralländstraße stehende Gaststätte Zentrallände (Lage) sind als Baudenkmäler in die Bayerische Denkmalliste eingetragen.